# Lucius II
Lucius II, född Gherardo Caccianemici dall'Orso  i Bologna, död 15 februari 1145 i Rom, var påve från den 9 mars 1144 till sin död, 15 februari 1145. 

## Biografi
Gherardo Caccianemici dall'Orso föddes i Bologna, ovisst vilket datum. Innan han inträdde i kurian, var han verksam inom juridikens område i hemstaden. 1124 utnämnde Honorius II honom till kardinalpräst av Santa Croce in Gerusalemme. Från 1125 var han påvlig legat i Tyskland, där han tog del i valet av kung Lothar III (1125), var drivande i att utse Norbert till biskop av Magdeburg (juli 1126), och hjälpte till att bilägga en tvist om tillsättningen av biskopssätet Wurzburg efter att biskop Gebhard hade blivit avsatt av påven 1126. Under Innocentius II:s pontifikat var han tre gånger påvligt sändebud till Tyskland. Under alla dessa uppdrag verkade han lojalt för påvens intressen, och det bör tillskrivas honom äran att Lothar III gjorde två expeditioner till Italien för att försvara Innocentius mot motpåven Anacletus II. Mot slutet av Innocentius pontifikat utnämndes han till påvlig kansler och bibliotekarie. Han valdes den 9 och konsekrerades till påve den 12 mars 1144, efter Celestinus II:s korta regeringstid, och antog namnet Lucius II. 
En kort tid efter att han blivit påve, i juni 1144, höll han konferens med kung Roger II av Sicilien i Ceperano. Syftet var att klarlägga kungens plikter såsom vasall till Heliga stolen. Kung Rogers motkrav var dock så stora att Lucius tillbakavisade dem, varpå kungen tog till vapen och Lucius tvingades till en fred på kung Rogers villkor. Uppmuntrade av kung Rogers framgångar, utsåg republikanerna i Rom motpåvens bror till senator, och krävde att påven skulle överlämna all världslig makt i dennes händer; detta efter att Lucius upplöst senaten som Innocentius II upprättat. Efter att förgäves ha vädjat till kejsar Konrad III om bistånd, marscherade Lucius upp på Capitolium som befäl för en liten armé, men slogs ner. Ska man tro uppgifterna i Pantheon av Gottfrid från Viterbo, blev påven svårt skadad av stenar som kastades på honom vid detta tillfälle, och detta skall ha varit orsaken till att han några dagar senare avled.
Vid en synod i Rom i maj 1144 löste han en tvist mellan metropoliten av Tours och biskopen av Dol. Han bad abboten av Cluny att sända 13 av sina munkar till Rom, och vid deras ankomst gav han dem den 19 januari 1145 Sankt Sabas kloster. Han grundade några andra kloster i Italien och Tyskland, och var särskilt välvilligt inställd till premonstratensiansorden.